# Сатурн (премия, 2014)
40-я церемония вручения наград премии «Сатурн» за заслуги в области фантастики, фэнтези и фильмов ужасов за 2013 год состоялась 26 июня 2014 года в городе Бербанк (Калифорния, США). Номинанты были объявлены 26 февраля 2014 года.

## Список лауреатов и номинантов
Лауреаты указаны первыми, выделены жирным шрифтом и  отдельным цветом. 

### Игровое кино
| Категория                                                              | Лауреаты и номинанты                                                                          |
| ---------------------------------------------------------------------- | --------------------------------------------------------------------------------------------- |
| Лучший научно-фантастический фильм                                     | • Гравитация / Gravity                                                                        |
| Лучший научно-фантастический фильм                                     | • Игра Эндера / Ender’s Game                                                                  |
| Лучший научно-фантастический фильм                                     | • Голодные игры: И вспыхнет пламя / The Hunger Games: Catching Fire                           |
| Лучший научно-фантастический фильм                                     | • Тихоокеанский рубеж / Pacific Rim                                                           |
| Лучший научно-фантастический фильм                                     | • Риддик / Riddick                                                                            |
| Лучший научно-фантастический фильм                                     | • Стартрек: Возмездие / Star Trek Into Darkness                                               |
| Лучший фильм-фэнтези                                                   | • Она / Her                                                                                   |
| Лучший фильм-фэнтези                                                   | • Бойфренд из будущего / About Time                                                           |
| Лучший фильм-фэнтези                                                   | • Хоббит: Пустошь Смауга / The Hobbit: The Desolation of Smaug                                |
| Лучший фильм-фэнтези                                                   | • Джек — покоритель великанов / Jack the Giant Slayer                                         |
| Лучший фильм-фэнтези                                                   | • Оз: Великий и Ужасный / Oz the Great and Powerful                                           |
| Лучший фильм-фэнтези                                                   | • Невероятная жизнь Уолтера Митти / The Secret Life of Walter Mitty                           |
| Лучший фильм ужасов                                                    | • Заклятие / The Conjuring                                                                    |
| Лучший фильм ужасов                                                    | • Телекинез / Carrie                                                                          |
| Лучший фильм ужасов                                                    | • Мама / Mama                                                                                 |
| Лучший фильм ужасов                                                    | • Судная ночь / The Purge                                                                     |
| Лучший фильм ужасов                                                    | • Конец света 2013: Апокалипсис по-голливудски / This Is the End                              |
| Лучший фильм ужасов                                                    | • Тепло наших тел / Warm Bodies                                                               |
| Лучший триллер                                                         | • Война миров Z / World War Z                                                                 |
| Лучший триллер                                                         | • Тревожный вызов / The Call                                                                  |
| Лучший триллер                                                         | • Группировка «Восток» / The East                                                             |
| Лучший триллер                                                         | • Иллюзия обмана / Now You See Me                                                             |
| Лучший триллер                                                         | • Место под соснами / The Place Beyond the Pines                                              |
| Лучший триллер                                                         | • Пленницы / Prisoners                                                                        |
| Лучший экшн или приключенческий фильм                                  | • Форсаж 6 / Fast & Furious 6                                                                 |
| Лучший экшн или приключенческий фильм                                  | • Воровка книг / The Book Thief                                                               |
| Лучший экшн или приключенческий фильм                                  | • Джек Райан: Теория хаоса / Jack Ryan: Shadow Recruit                                        |
| Лучший экшн или приключенческий фильм                                  | • Одинокий рейнджер / The Lone Ranger                                                         |
| Лучший экшн или приключенческий фильм                                  | • Уцелевший / Lone Survivor                                                                   |
| Лучший экшн или приключенческий фильм                                  | • Гонка / Rush                                                                                |
| Лучший фильм, основанный на комиксах Best Comic-to-film Motion Picture | • Железный человек 3 / Iron Man 3                                                             |
| Лучший фильм, основанный на комиксах Best Comic-to-film Motion Picture | • Человек из стали / Man of Steel                                                             |
| Лучший фильм, основанный на комиксах Best Comic-to-film Motion Picture | • Тор 2: Царство тьмы / Thor: The Dark World                                                  |
| Лучший фильм, основанный на комиксах Best Comic-to-film Motion Picture | • Росомаха: Бессмертный / The Wolverine                                                       |
| Лучший полнометражный мультфильм                                       | • Холодное сердце / Frozen                                                                    |
| Лучший полнометражный мультфильм                                       | • Гадкий я 2 / Despicable Me 2                                                                |
| Лучший полнометражный мультфильм                                       | • Со склонов Кокурико / コクリコ坂から (From Up on Poppy Hill)                                |
| Лучший полнометражный мультфильм                                       | • Университет монстров / Monsters University                                                  |
| Лучший международный фильм                                             | • Очень плохие парни / מי מפחד מהזאב הרע (Израиль)                                            |
| Лучший международный фильм                                             | • Белоснежка / Blancanieves (Испания)                                                         |
| Лучший международный фильм                                             | • Заложники / Kapringen (Дания)                                                               |
| Лучший международный фильм                                             | • Как я теперь люблю / How I Live Now (Великобритания)                                        |
| Лучший международный фильм                                             | • Порочные игры / Stoker (Великобритания, США)                                                |
| Лучший международный фильм                                             | • Армагеддец / The World’s End (Великобритания, США, Япония)                                  |
| Лучший независимый фильм (Best independent film)                       | • 12 лет рабства / 12 Years a Slave                                                           |
| Лучший независимый фильм (Best independent film)                       | • Большие надежды / Great Expectations                                                        |
| Лучший независимый фильм (Best independent film)                       | • Внутри Льюина Дэвиса / Inside Llewyn Davis                                                  |
| Лучший независимый фильм (Best independent film)                       | • Невидимая женщина / The Invisible Woman                                                     |
| Лучший независимый фильм (Best independent film)                       | • Из пекла / Out of the Furnace                                                               |
| Лучший независимый фильм (Best independent film)                       | • Параллельные миры / Upside Down                                                             |
| Лучший киноактёр                                                       | • Роберт Дауни мл. — «Железный человек 3» (за роль Тони Старка / Железного человека)          |
| Лучший киноактёр                                                       | • Оскар Айзек — «Внутри Льюина Дэвиса» (за роль Льюина Дэвиса)                                |
| Лучший киноактёр                                                       | • Саймон Пегг — «Армагеддец» (за роль Гэри Кинга)                                             |
| Лучший киноактёр                                                       | • Хоакин Феникс — «Она» (за роль Теодора Туомбли)                                             |
| Лучший киноактёр                                                       | • Брэд Питт — «Война миров Z» (за роль Джерри Лэйна)                                          |
| Лучший киноактёр                                                       | • Бен Стиллер — «Невероятная жизнь Уолтера Митти» (за роль Уолтера Митти)                     |
| Лучшая киноактриса                                                     | • Сандра Буллок — «Гравитация» (за роль Райан Стоун)                                          |
| Лучшая киноактриса                                                     | • Хэлли Берри — «Тревожный вызов» (за роль Джордан Тёрнер)                                    |
| Лучшая киноактриса                                                     | • Мартина Гедек — «Стена» (за роль женщины)                                                   |
| Лучшая киноактриса                                                     | • Дженнифер Лоуренс — «Голодные игры: И вспыхнет пламя» (за роль Китнисс Эвердин)             |
| Лучшая киноактриса                                                     | • Эмма Томпсон — «Спасти мистера Бэнкса» (за роль Памелы Линдон Трэверс)                      |
| Лучшая киноактриса                                                     | • Миа Васиковска — «Порочные игры» (за роль Индии Стокер)                                     |
| Лучший киноактёр второго плана                                         | • Бен Кингсли — «Железный человек 3» (за роль Тревора Слэттери / Мандарина)                   |
| Лучший киноактёр второго плана                                         | • Даниэль Брюль — «Гонка» (за роль Ники Лауды)                                                |
| Лучший киноактёр второго плана                                         | • Джордж Клуни — «Гравитация» (за роль Мэтта Ковальски)                                       |
| Лучший киноактёр второго плана                                         | • Бенедикт Камбербэтч — «Стартрек: Возмездие» (за роль Джона Харрисона / Хана Нуньена Сингха) |
| Лучший киноактёр второго плана                                         | • Харрисон Форд — «Игра Эндера» (за роль полковника Граффа)                                   |
| Лучший киноактёр второго плана                                         | • Том Хиддлстон — «Тор 2: Царство тьмы» (за роль Локи)                                        |
| Лучший киноактёр второго плана                                         | • Билл Найи — «Бойфренд из будущего» (за роль папы)                                           |
| Лучшая киноактриса второго плана                                       | • Скарлетт Йоханссон — «Она» (за голос операционной системы «Саманта»)                        |
| Лучшая киноактриса второго плана                                       | • Николь Кидман — «Порочные игры» (за роль Эвелин Стокер)                                     |
| Лучшая киноактриса второго плана                                       | • Мелисса Лео — «Пленницы» (за роль Холли Джонс)                                              |
| Лучшая киноактриса второго плана                                       | • Эванджелин Лилли — «Хоббит: Пустошь Смауга» (за роль Тауриэль)                              |
| Лучшая киноактриса второго плана                                       | • Джена Мэлоун — «Голодные игры: И вспыхнет пламя» (за роль Джоанны Мейсон)                   |
| Лучшая киноактриса второго плана                                       | • Эмили Уотсон — «Воровка книг» (за роль Розы Хуберманн)                                      |
| Лучший молодой актёр или актриса                                       | • Хлоя Грейс Морец — «Телекинез» (за роль Кэрри Уайт)                                         |
| Лучший молодой актёр или актриса                                       | • Эйса Баттерфилд — «Игра Эндера» (за роль Эндера Виггина)                                    |
| Лучший молодой актёр или актриса                                       | • Софи Нелисс — «Воровка книг» (за роль Лизель Мемингер)                                      |
| Лучший молодой актёр или актриса                                       | • Сирша Ронан — «Как я теперь люблю» (за роль Дэйзи)                                          |
| Лучший молодой актёр или актриса                                       | • Тай Симпкинс — «Железный человек 3» (за роль Харли Кинера)                                  |
| Лучший молодой актёр или актриса                                       | • Дилан Спрейберри — «Человек из стали» (за роль Кларка Кента в 13 лет)                       |
| Лучший режиссёр                                                        | • Альфонсо Куарон за фильм «Гравитация»                                                       |
| Лучший режиссёр                                                        | • Дж. Дж. Абрамс — «Стартрек: Возмездие»                                                      |
| Лучший режиссёр                                                        | • Питер Берг — «Уцелевший»                                                                    |
| Лучший режиссёр                                                        | • Питер Джексон — «Хоббит: Пустошь Смауга»                                                    |
| Лучший режиссёр                                                        | • Френсис Лоуренс — «Голодные игры: И вспыхнет пламя»                                         |
| Лучший режиссёр                                                        | • Гильермо дель Торо — «Тихоокеанский рубеж»                                                  |
| Лучший сценарий                                                        | • Спайк Джонз — «Она»                                                                         |
| Лучший сценарий                                                        | • Фрэн Уолш, Филиппа Бойенс, Питер Джексон, Гильермо дель Торо — «Хоббит: Пустошь Смауга»     |
| Лучший сценарий                                                        | • Джоэл Коэн и Итан Коэн — «Внутри Льюина Дэвиса»                                             |
| Лучший сценарий                                                        | • Альфонсо Куарон и Хонас Куарон — «Гравитация»                                               |
| Лучший сценарий                                                        | • Дженнифер Ли — «Холодное сердце»                                                            |
| Лучший сценарий                                                        | • Эдгар Райт и Саймон Пегг — «Армагеддец»                                                     |
| Лучшая музыка                                                          | • Хаим Фрэнк Ильфман — «Очень плохие парни»                                                   |
| Лучшая музыка                                                          | • Дэнни Эльфман — «Оз: Великий и Ужасный»                                                     |
| Лучшая музыка                                                          | • Говард Шор — «Хоббит: Пустошь Смауга»                                                       |
| Лучшая музыка                                                          | • Брайан Тайлер — «Железный человек 3»                                                        |
| Лучшая музыка                                                          | • Брайан Тайлер — «Иллюзия обмана»                                                            |
| Лучшая музыка                                                          | • Джон Уильямс — «Воровка книг»                                                               |
| Лучший монтаж                                                          | • Альфонсо Куарон и Марк Сэнгер — «Гравитация»                                                |
| Лучший монтаж                                                          | • Питер Амундсон и Джон Гилрой — «Тихоокеанский рубеж»                                        |
| Лучший монтаж                                                          | • Алан Эдвард Белл — «Голодные игры: И вспыхнет пламя»                                        |
| Лучший монтаж                                                          | • Марк Дэй — «Бойфренд из будущего»                                                           |
| Лучший монтаж                                                          | • Дэниэл П. Хэнли и Майк Хилл — «Гонка»                                                       |
| Лучший монтаж                                                          | • Кристиан Вагнер, Келли Мацумото и Дилан Хайсмит — «Форсаж 6»                                |
| Лучшие костюмы                                                         | • Триш Саммервилл — «Голодные игры: И вспыхнет пламя»                                         |
| Лучшие костюмы                                                         | • Гэри Джонс — «Оз: Великий и Ужасный»                                                        |
| Лучшие костюмы                                                         | • Майкл Каплан — «Стартрек: Возмездие»                                                        |
| Лучшие костюмы                                                         | • Венди Партридж — «Тор 2: Царство тьмы»                                                      |
| Лучшие костюмы                                                         | • Беатрикс Аруна Пажтор — «Большие надежды»                                                   |
| Лучшие костюмы                                                         | • Пенни Роуз — «47 ронинов»                                                                   |
| Лучшая работа художника-постановщика                                   | • Дэн Хенна — «Хоббит: Пустошь Смауга»                                                        |
| Лучшая работа художника-постановщика                                   | • Филип Мессина — «Голодные игры: И вспыхнет пламя»                                           |
| Лучшая работа художника-постановщика                                   | • Эндрю Нескоромны и Кэрол Спайэр — «Тихоокеанский рубеж»                                     |
| Лучшая работа художника-постановщика                                   | • Энди Николсон — «Гравитация»                                                                |
| Лучшая работа художника-постановщика                                   | • Ян Рулфс — «47 ронинов»                                                                     |
| Лучшая работа художника-постановщика                                   | • Роберт Стромберг — «Оз: Великий и Ужасный»                                                  |
| Лучший грим                                                            | • Дональд Моуэт — «Пленницы»                                                                  |
| Лучший грим                                                            | • Патрик Бакстер, Джейн О’Кейн, Роджер Мюррей — «Зловещие мертвецы: Чёрная книга»             |
| Лучший грим                                                            | • Рик Финдлейтер, Ричард Тейлор, Питер Кинг — «Хоббит: Пустошь Смауга»                        |
| Лучший грим                                                            | • Ховард Бергер, Джейми Келман, Питер Монтагна — «Уцелевший»                                  |
| Лучший грим                                                            | • Фей Хаммонд, Марк Кульер, Кирстин Чалмерс — «Гонка»                                         |
| Лучший грим                                                            | • Карен Коэн, Дэвид Уайт, Элизабет Янни-Георгиу — «Тор 2: Царство тьмы»                       |
| Лучшие спецэффекты                                                     | • Тим Уэббер, Крис Лоуренс, Дэйв Ширк и Нил Корбоулд — «Гравитация»                           |
| Лучшие спецэффекты                                                     | • Джо Леттери, Эрик Сэйндон, Дэвид Клэйтон, Эрик Рейнольдс — «Хоббит: Пустошь Смауга»         |
| Лучшие спецэффекты                                                     | • Джо Леттери, Джон Десярдин, Дэн Леммон — «Человек из стали»                                 |
| Лучшие спецэффекты                                                     | • Джон Нолл, Джеймс Э. Прайс, Клей Пинни, Рокко Ларизза — «Тихоокеанский рубеж»               |
| Лучшие спецэффекты                                                     | • Роджер Гайетт, Патрик Табач, Бен Гроссман, Бёрт Далтон — «Стартрек: Возмездие»              |
| Лучшие спецэффекты                                                     | • Джейк Моррисон, Пол Корбоулд, Марк Брэкспир — «Тор 2: Царство тьмы»                         |

### Телевизионные категории
| Категория                                                                    | Лауреаты и номинанты                                                                |
| ---------------------------------------------------------------------------- | ----------------------------------------------------------------------------------- |
| Лучший телесериал, сделанный для эфирного телевидения                        | • Ганнибал / Hannibal                                                               |
| Лучший телесериал, сделанный для эфирного телевидения                        | • Революция / Revolution                                                            |
| Лучший телесериал, сделанный для эфирного телевидения                        | • Агенты «Щ.И.Т.» / Agents of S.H.I.E.L.D.                                          |
| Лучший телесериал, сделанный для эфирного телевидения                        | • Чёрный список / The Blacklist                                                     |
| Лучший телесериал, сделанный для эфирного телевидения                        | • Последователи / The Following                                                     |
| Лучший телесериал, сделанный для эфирного телевидения                        | • Сонная Лощина / Sleepy Hollow                                                     |
| Лучший телесериал, сделанный для эфирного телевидения                        | • Под куполом / Under the Dome                                                      |
| Лучший телесериал, сделанный для кабельного телевидения                      | • Ходячие мертвецы / The Walking Dead                                               |
| Лучший телесериал, сделанный для кабельного телевидения                      | • Американская история ужасов: Шабаш / American Horror Story: Coven                 |
| Лучший телесериал, сделанный для кабельного телевидения                      | • Американцы / The Americans                                                        |
| Лучший телесериал, сделанный для кабельного телевидения                      | • Континуум / Continuum                                                             |
| Лучший телесериал, сделанный для кабельного телевидения                      | • Декстер / Dexter                                                                  |
| Лучший телесериал, сделанный для кабельного телевидения                      | • Хейвен / Haven                                                                    |
| Лучший телесериал, ориентированной на молодёжь                               | • Волчонок / Teen Wolf                                                              |
| Лучший телесериал, ориентированной на молодёжь                               | • Стрела / Arrow                                                                    |
| Лучший телесериал, ориентированной на молодёжь                               | • Милые обманщицы / Pretty Little Liars                                             |
| Лучший телесериал, ориентированной на молодёжь                               | • Сверхъестественное / Supernatural                                                 |
| Лучший телесериал, ориентированной на молодёжь                               | • Люди будущего / The Tomorrow People                                               |
| Лучший телесериал, ориентированной на молодёжь                               | • Дневники вампира / The Vampire Diaries                                            |
| Лучшая телепостановка (Best Television Presentation of a Limited Run Series) | • Во все тяжкие / Breaking Bad                                                      |
| Лучшая телепостановка (Best Television Presentation of a Limited Run Series) | • Мотель Бейтса / Bates Motel                                                       |
| Лучшая телепостановка (Best Television Presentation of a Limited Run Series) | • Чёрные паруса / Black Sails                                                       |
| Лучшая телепостановка (Best Television Presentation of a Limited Run Series) | • Рухнувшие небеса / Falling Skies                                                  |
| Лучшая телепостановка (Best Television Presentation of a Limited Run Series) | • Игра престолов / Game of Thrones                                                  |
| Лучшая телепостановка (Best Television Presentation of a Limited Run Series) | • Викинги / Vikings                                                                 |
| Лучший телеактёр                                                             | • Мадс Миккельсен — «Ганнибал» (за роль д-ра Ганнибала Лектера)                     |
| Лучший телеактёр                                                             | • Кевин Бэйкон — «Последователи» (за роль Райана Харди)                             |
| Лучший телеактёр                                                             | • Брайан Крэнстон — «Во все тяжкие» (за роль Уолтера Уайта)                         |
| Лучший телеактёр                                                             | • Хью Дэнси — «Ганнибал» (за роль Уилла Грэма)                                      |
| Лучший телеактёр                                                             | • Фредди Хаймор — «Мотель Бейтса» (за роль Нормана Бейтса)                          |
| Лучший телеактёр                                                             | • Джеймс Спейдер — «Чёрный список» (за роль Рэймонда «Реда» Реддингтона)            |
| Лучший телеактёр                                                             | • Ноа Уайли — «Рухнувшие небеса» (за роль Тома Мэйсона)                             |
| Лучшая телеактриса                                                           | • Вера Фармига — «Мотель Бейтса» (за роль Нормы Луиз Бэйтс)                         |
| Лучшая телеактриса                                                           | • Дженнифер Карпентер — «Декстер» (за роль Дебры Морган)                            |
| Лучшая телеактриса                                                           | • Анна Ганн — «Во все тяжкие» (за роль Скайлер Уайт)                                |
| Лучшая телеактриса                                                           | • Джессика Лэнг — «Американская история ужасов: Шабаш» (за роль Фионы Гуд)          |
| Лучшая телеактриса                                                           | • Рэйчел Николс — «Континуум» (за роль Киры Кэмерон)                                |
| Лучшая телеактриса                                                           | • Кери Расселл — «Американцы» (за роль Элизабет Дженнингс)                          |
| Лучший телеактёр второго плана                                               | • Аарон Пол — «Во все тяжкие» (за роль Джесси Пинкмана)                             |
| Лучший телеактёр второго плана                                               | • Николай Костер-Вальдау — «Игра престолов» (за роль Джейме Ланнистера)             |
| Лучший телеактёр второго плана                                               | • Эрик Кнудсен — «Континуум» (за роль Алека Садлера)                                |
| Лучший телеактёр второго плана                                               | • Дэвид Лайонс — «Революция» (за роль Себастьяна «Басса» Монро)                     |
| Лучший телеактёр второго плана                                               | • Дин Норрис — «Под куполом» (за роль Джеймса «Большого Джима» Ренни)               |
| Лучший телеактёр второго плана                                               | • Джеймс Пьюрфой — «Последователи» (за роль Джо Кэрролла)                           |
| Лучшая телеактриса второго плана                                             | • Мелисса Макбрайд — «Ходячие мертвецы» (за роль Кэрол Пелетье)                     |
| Лучшая телеактриса второго плана                                             | • Кэти Бэйтс — «Американская история ужасов: Шабаш» (за роль мадам Дельфины ЛаЛори) |
| Лучшая телеактриса второго плана                                             | • Сара Картер — «Рухнувшие небеса» (за роль Маргарет)                               |
| Лучшая телеактриса второго плана                                             | • Гвендолин Кристи — «Игра престолов» (за роль Бриенны Тарт)                        |
| Лучшая телеактриса второго плана                                             | • Мишель Фэйрли — «Игра престолов» (за роль Кейтилин Старк)                         |
| Лучшая телеактриса второго плана                                             | • Элизабет Митчелл — «Революция» (за роль Рэйчел Мэтисон)                           |
| Лучшая гостевая роль в телесериале                                           | • Роберт Форстер — «Во все тяжкие» (за роль Эда)                                    |
| Лучшая гостевая роль в телесериале                                           | • Стивен Коллинз — «Рухнувшие небеса» (за роль президента Хэтэуэя)                  |
| Лучшая гостевая роль в телесериале                                           | • Дэнни Хьюстон — «Американская история ужасов: Шабаш» (за роль Дровосека)          |
| Лучшая гостевая роль в телесериале                                           | • Дэвид Моррисси — «Ходячие мертвецы» (за роль «Губернатора»)                       |
| Лучшая гостевая роль в телесериале                                           | • Шарлотта Рэмплинг — «Декстер» (за роль д-ра Эвелин Фогель)                        |
| Лучшая гостевая роль в телесериале                                           | • Джина Торрес — «Ганнибал» (за роль Беллы Кроуфорд)                                |
| Лучшее исполнение роли молодым актером или актрисой в телесериале            | • Чендлер Риггз — «Ходячие мертвецы» (за роль Карла Граймса)                        |
| Лучшее исполнение роли молодым актером или актрисой в телесериале            | • Колин Форд — «Под куполом» (за роль Джо Макалистера)                              |
| Лучшее исполнение роли молодым актером или актрисой в телесериале            | • Джаред Гилмор — «Однажды в сказке» (за роль Генри Миллса)                         |
| Лучшее исполнение роли молодым актером или актрисой в телесериале            | • Джек Глисон — «Игра престолов» (за роль Джоффри Баратеона)                        |
| Лучшее исполнение роли молодым актером или актрисой в телесериале            | • Коннор Джессап — «Рухнувшие небеса» (за роль Бена Мэйсона)                        |
| Лучшее исполнение роли молодым актером или актрисой в телесериале            | • Маккензи Линтц — «Под куполом» (за роль Норри Келверт-Хилл)                       |

### Home Entertainment
| Категория                               | Лауреаты и номинанты                                                                                         |
| --------------------------------------- | --- |
| Лучшее DVD-издание фильма               | • Мегапаук / Big Ass Spider!                                                                                 |
| Лучшее DVD-издание фильма               | • Миллион для чайников / The Brass Teapot                                                                    |
| Лучшее DVD-издание фильма               | • Проклятие Чаки / Curse of Chucky                                                                           |
| Лучшее DVD-издание фильма               | • Неудачная ночь / Mischief Night                                                                            |
| Лучшее DVD-издание фильма               | • Соломон Кейн / Solomon Kane                                                                                |
| Лучшее DVD-издание фильма               | • Между / Twixt                                                                                              |
| Лучшее DVD-издание фильма               | • Тебе конец! / You’re Next                                                                                  |
| Лучший DVD-сборник                      | • Chucky: The Complete Collection (Чаки: Полная коллекция)                                                   |
| Лучший DVD-сборник                      | • The Bowery Boys Collection: Volumes 2 and 3                                                                |
| Лучший DVD-сборник                      | • Friday the 13th: The Complete Collection (Пятница, 13-е: Полная коллекция)                                 |
| Лучший DVD-сборник                      | • James Dean Ultimate Collector’s Edition                                                                    |
| Лучший DVD-сборник                      | • Mad Max Trilogy (Безумный Макс: Трилогия)                                                                  |
| Лучший DVD-сборник                      | • Zatoichi: The Blind Swordsman / Дзатоити: Слепой фехтовальщик (Criterion Collection)                       |
| Лучшее DVD-издание классического фильма | • Хэллоуин / Halloween (35th Anniversary Edition) (1978)                                                     |
| Лучшее DVD-издание классического фильма | • Фантастическое путешествие / Fantastic Voyage (1966)                                                       |
| Лучшее DVD-издание классического фильма | • Призрак дома на холме / The Haunting (1963)                                                                |
| Лучшее DVD-издание классического фильма | • Дом восковых фигур / House of Wax (1953)                                                                   |
| Лучшее DVD-издание классического фильма | • Носферату. Симфония ужаса / Nosferatu (1922)                                                               |
| Лучшее DVD-издание классического фильма | • Плетёный человек / The Wicker Man (1973)                                                                   |
| Лучшее DVD-издание телесериала          | • Звёздный путь: Следующее поколение (3-й, 4-й, 5-й сезоны) / Star Trek: The Next Generation: Season 3, 4, 5 |
| Лучшее DVD-издание телесериала          | • Приключения Супербоя (полный 3-й сезон) / The Adventures of Superboy: The Complete Third Season            |
| Лучшее DVD-издание телесериала          | • Поиск / Search: The Complete Series                                                                        |
| Лучшее DVD-издание телесериала          | • Под куполом (первый сезон) / Under the Dome: Season One                                                    |
| Лучшее DVD-издание телесериала          | • Ходячие мертвецы (полный 3-й сезон) / The Walking Dead: The Complete Third Season                          |
| Лучшее DVD-издание телесериала          | • Белая королева (первый сезон) / The White Queen: Season One                                                |

## Специальные награды
| Награда                                             | Лауреаты | Лауреаты             |
| --------------------------------------------------- | -------- | -------------------- |
| The Dan Curtis Legacy Award                         |          | • Брайан Фуллер      |
| Награда за достижения в карьере (Life Career Award) |          | • Малкольм Макдауэлл |
| Премия Джорджа Пала (George Pal Memorial Award)     |          | • Грегори Никотеро   |
| Special Recognition Award                           |          | • Марк Кашман        |